# Нехаленнии
Нехаленнии (лат. Nehalennia) — род равнокрылых стрекоз из семейства стрелок (Coenagrionidae). Название рода дано в честь языческой богини галлов Нехаленнии.
Большинство видов обитает в Северной и Южной Америках, и только нехаленния красивая (Nehalennia speciosa) в Евразии. Все представители рода отличаются мелкими размерами и короткими крыльями с сильно разреженным жилкованием.
Род включает 6 видов:
- Nehalennia gracilis Morse, 1895
- Nehalennia integricollis Calvert, 1913
- Nehalennia irene (Hagen, 1861)
- Nehalennia minuta (Selys in Sagra, 1857)
- Nehalennia pallidula Calvert, 1913
- Нехаленния красивая (Nehalennia speciosa) (Charpentier, 1840)